# Hans Ulrich von Borcke
Hans Ulrich von Borcke (eigentlich Hans-Ulrich von Borcke-Stargordt; * 22. September 1902 in Pasewalk; seit 1944 vermisst in Rumänien) war ein deutscher Verwaltungsjurist und Offizier.

## Leben
Er stammte aus der pommerschen uradligen Familie Borcke. Seine Eltern waren der Major a. D. Ulrich von Borcke (* 1870; † 1954) aus dem Hause Stargordt und seine Frau Erika von Borcke, geb. von Borcke-Reckow (* 1882; † 1971). Sie saßen gemeinsam auf Reckow und Groß Borckenhagen im pommerschen Landkreis Bütow. Der Vater war seit 1953 Ehrenkommendator der Pommerschen Genossenschaft des Johanniterordens.
Hans Ulrich v. Borcke begann an der Ruprecht-Karls-Universität Heidelberg Rechtswissenschaft zu studieren und wurde 1920 im Corps Saxo-Borussia Heidelberg recipiert. Er zeichnete sich als Senior aus. Als Inaktiver wechselte er an die Albertus-Universität Königsberg, die ihn 1927 zum Dr. iur. promovierte. Nach den Examen trat er in die innere Verwaltung Preußens. Als Regierungsrat kam er vertretungsweise an das Oberpräsidium von Hessen-Nassau in Kassel. Im Juli 1935 wurde er vorläufig, im März 1936 endgültig zum Landrat im Kreis Arnswalde ernannt. Er vertrat die konservative Christlich-deutsche Bewegung. Bereits 1928 wurde Borcke Anwärter des Johanniterordens und wird in allen danach publizierten genealogischen Werken dauerhaft als Ehrenritter der Kongregation geführt. Es ist daher davon auszugehen, dass er trotz der Landratsstelle nicht Mitglied der NSDAP wurde; denn eine Doppelmitgliedschaft war seit 1938 ausgeschlossen. Hans Ulrich von Borcke war aber Mitglied der Landesabteilung Pommern der Deutschen Adelsgenossenschaft.
1929 veröffentlichte er in Unser Pommernland einen Beitrag mit dem Titel Vier Borckes im Dienste des großen Königs. 1941 war er Reserve-Oberleutnant im Stab einer Panzerdivision. Zu seiner Freude wurde er 1942 für das Heer (Wehrmacht) freigegeben. Als Hauptmann kam er an die Ostfront. Seit August 1944 ist er in Rumänien vermisst.
Seit 1933 war er mit Else Johanna, geb. von Trotha (* 1903; † 1944), Tochter der Anna von Veltheim-Destedt (* 1877; † 1964) und des Admirals Adolf von Trotha, verheiratet. Der Ehe entstammen die drei Töchter Armgard, Sigrid und Marie-Erika sowie die Söhne Ulrich und Hans-Adolf.
Die Eltern und die Kinder lebten in den 1960er Jahren in Cappenberg bei Lünen (Westfalen). Hans-Ulrich von Borcke hatte noch eine Schwester Agnes, die mit dem Teilgutsbesitzer Dr. jur. Axel von Rosenstiel (* 1894; † 1945) verheiratet war.